# Exposé (Literatur)
Ein Exposé oder Exposee (diese Schreibweise ist seit 2024 nicht mehr korrekt) ist eine vorausschauende Inhaltsangabe eines literarischen Werks, es soll die Grundidee und den groben Handlungsverlauf vorstellen. Es ist meist nur einige Seiten lang und enthält weder Dialoge noch Einzelheiten. Dabei skizziert es die Hauptfiguren oder gibt die thematische Grundlinie eines Buchs wieder. Exposés spielen im Verlagswesen eine große Rolle. Ein Verlag lässt sich von einem Autor das Exposé eines Romans oder eines Sachbuches vorlegen, um zu entscheiden, ob der Roman in die Planung aufgenommen werden soll.

## Handlungsaufriss: Exposé
Es gibt Schriftsteller, die vor der Niederschrift ihrer Geschichte einen ausführlichen Handlungsaufriss anfertigen, in dem die Entwicklung der Vorgänge Schritt für Schritt markiert ist. Es gibt aber auch Schriftsteller, die nur die entscheidenden Phasen der Handlung skizzieren, um wenigstens den Spannungsbogen der Geschichte in groben Zügen vor sich zu haben.
Grundschema: Einleitung (A), Mittelteil (B), Schluss (C);
A) Ausgangsposition: skizziert die Situation, von der die Handlung ausgehen soll (Ausgangssituation), führt die Hauptpersonen ein (Hauptfigur und Gegenspieler), beschreibt Art und Umstände der Verwicklungen;
B) Entwicklung der Handlung bis zur Krise: im Hauptteil der Handlung werden die Verwicklungen im Einzelnen ausgeführt und zu einem Höhepunkt (Krise) getrieben.
C) Entwirrung: soll schließlich die Lösung enthalten

## Exposé in der Fortsetzungsgeschichte
In größeren Werken wie Fortsetzungsgeschichten, die von einem Autor nicht alleine bewältigt werden können, kann eine Arbeitsteilung in der Form existieren, dass in der ersten Stufe ein Handlungsrahmen für einen großen Abschnitt (wie z. B. die nächsten 100 Publikationen) ausgearbeitet wird (Serienexposé), der im zweiten Schritt auf die jeweilige geplante Publikation heruntergebrochen wird. Daraus entsteht pro Ausgabe ein Episodenexposé. Neben der Beschreibung des Handlungsabschnitts enthält dieses eine Beschreibung der Start- und Endsituation sowie Zusatzinformationen zu Hauptpersonen und wichtigen Handlungselementen (Orte, Gegenstände), um eine konsistente Darstellung zu gewährleisten. Ein anderer Autor arbeitet auf dieser Grundlage die eigentliche Ausgabe der Serie aus. Das Serienexposé kann in einer nichtlinearen Form vorliegen (z. B. auf Karteikarten, heute eher in elektronischer Form, wie einem Wiki), um es im Verlauf der Serie leicht ergänzen zu können, falls bedeutsame Ereignisse in einzelnen Episoden Einfluss auf die zukünftige Continuity haben.

## Exposé als Leitfaden zur Vermarktung
Durch den Konkurrenzdruck der letzten Jahre werden von den Verlagen vermehrt Exposés gefordert, die Verkäuflichkeit und Marketing-Aspekte in den Vordergrund stellen. Wie lässt sich ein Buchprojekt mit und auch durch einen Autor bestmöglich im Sortiment platzieren? Der Autor wird – insbesondere bei aktuellen Sachbüchern und Ratgebern – aktiv in die verlegerische Vermarktung durch Presse, TV, Vorträge und Buchlesungen mit einbezogen.